# Alexandr Sommer Batěk
Alexandr Sommer Batěk, vl. jménem Alexandr Emanuel Batěk (14. června 1874 Prádlo u Nepomuku – 6. dubna 1944 Praha; psal též pod pseudonymy Heliar a Lešek) byl středoškolský učitel chemie, autor lidových přednášek, redaktor a spisovatel, popularizátor vědy, pacifista a esperantista. Pro šíři svých aktivit byl soudobým tiskem stručně nazván „český chemik a propagátor všeho dobrého na světě“.

## Životopis

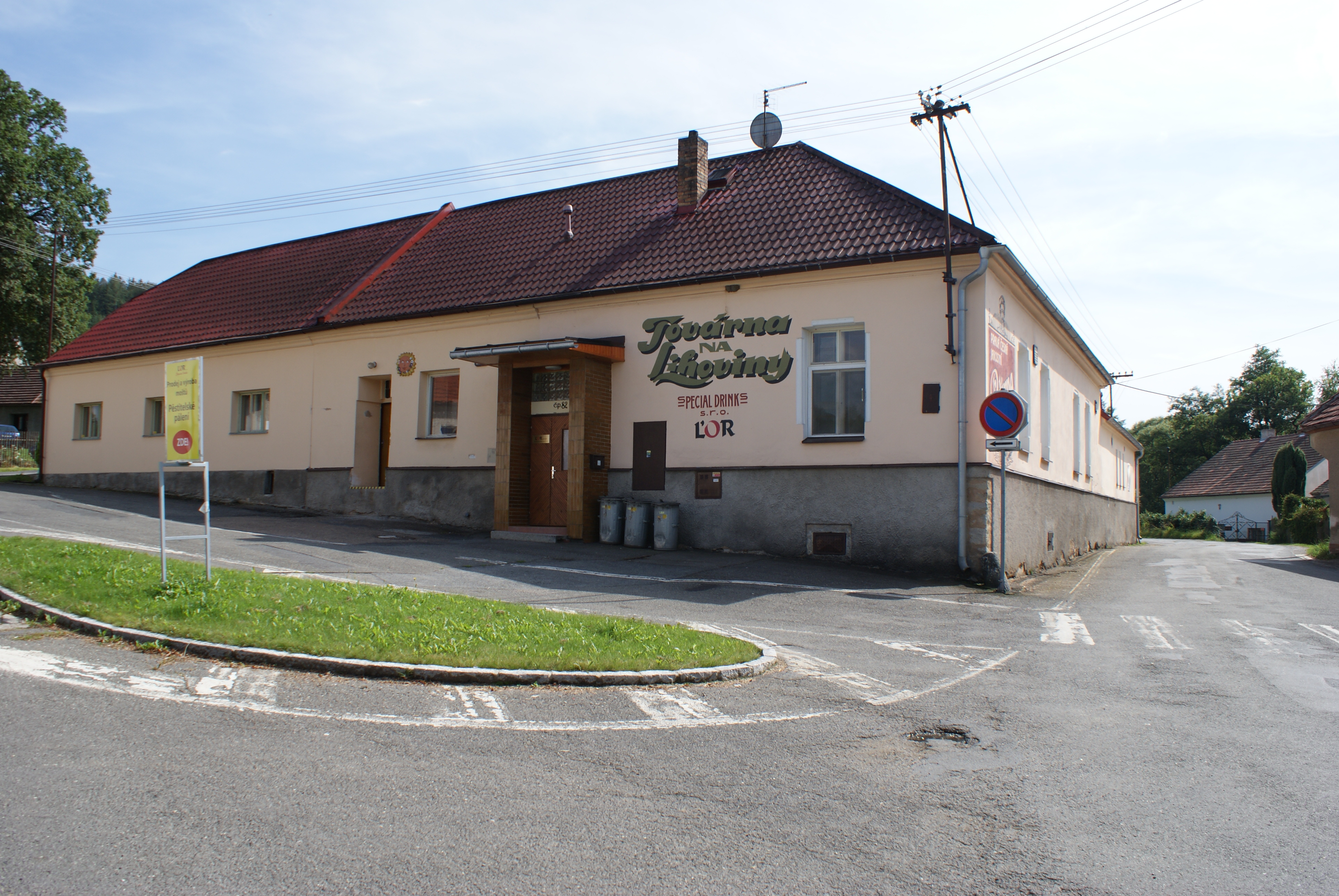
Rodný dům Alexandra Sommera Baťka na návsi v Prádle

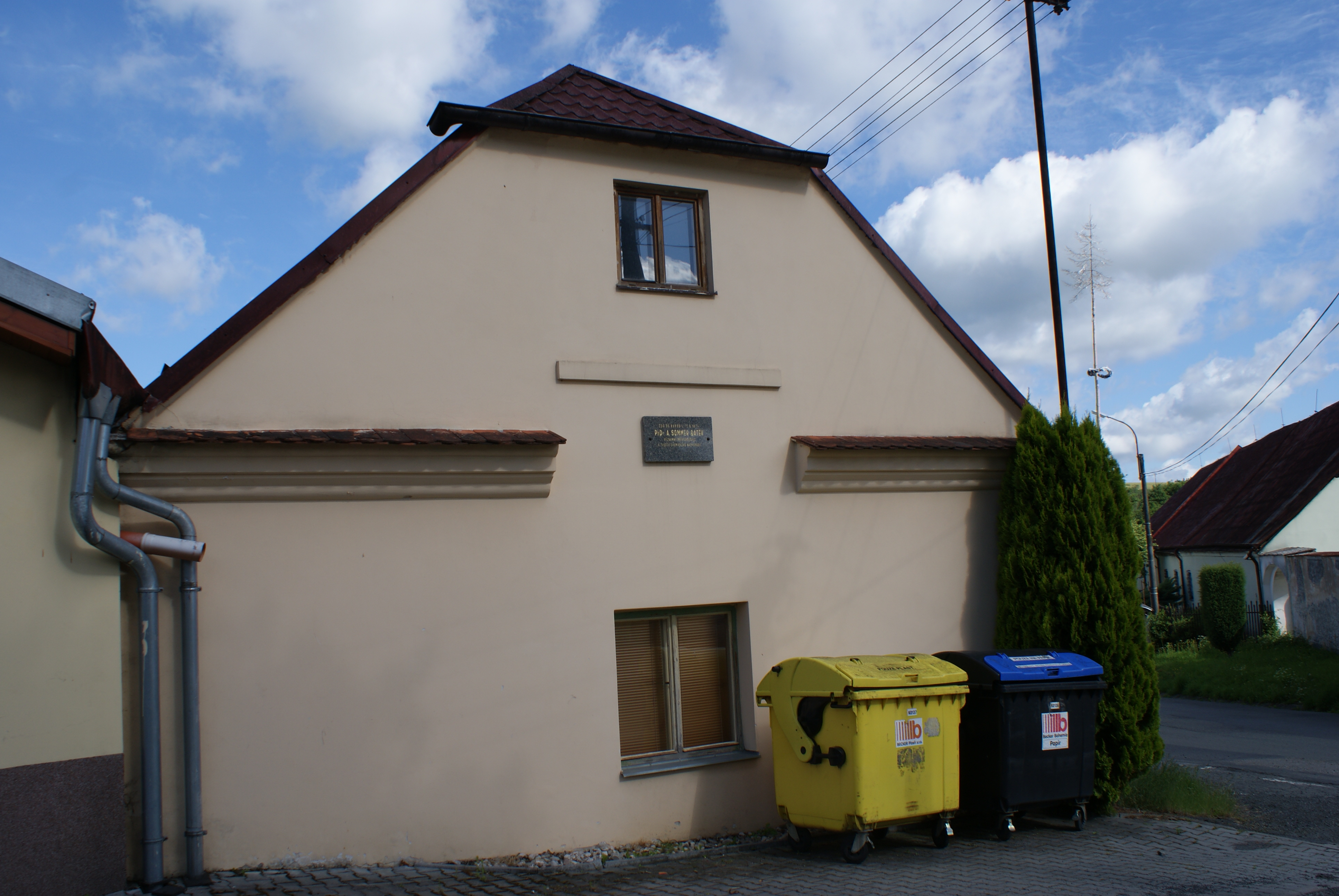
Pamětní deska Alexandra Sommera Baťka na jeho rodném domě

Narodil se do rodiny řídícího učitele Emanuela Baťka a jeho první manželky Anny Sommerové. Zabýval se rodopisem svého rodu a také proto se pro jednoznačnost podepisoval Alexandr Sommer Batěk, tedy uváděl ve svém jménu i příjmení své matky.
Studium ukončil v roce 1899 doktorátem z filosofie, nějaký čas pobyl i na chemickém ústavu univerzity v Londýně pod vedením sira Williama Ramsayho Ve svých vlastních výzkumech se zabýval chemií prvků „vzácných zemin“ (lanthanoidů), především jejich dělením pomocí oxidu siřičitého.
Ačkoliv měl ambice na post vysokoškolského profesora, pravděpodobně kvůli svým dalším aktivitám zůstal na pozici středoškolského profesora chemie. Do roku 1910 působil v Plzni a potom v Praze na vyšší průmyslové škole.
Je tvůrcem moderního českého názvosloví anorganických sloučenin, které bylo po úpravě Emilem Votočkem přijato v roce 1918. Odborně publikoval v Chemických listech, ale několika články přispěl také do britského časopisu Chemical News, jehož autory mj. učil rozlišovat Čechy a Maďarsko.
Stal se jedním z prvních českých propagátorů mezinárodního jazyka esperanto. Spolu se svým otcem Emanuelem Baťkem do něj překládal české lidové písně a ve svém časopise naopak otiskoval esperantské překlady slovinské poezie. V roce 1908 se stal předsedou Českého svazu esperantistů ve snaze usmířit jeho členy s členy první české esperantské organizace České unie esperantistické. Snažil se rovněž o vytvoření univerzálně platného obrázkového písma, které nazval neoglyfy.
Šlo o přesvědčeného pacifistu a neúnavného osvětáře. Napsal a vlastním nákladem vydal řadu přednášek, které dlouhá léta každý den veřejně přednášel na Staroměstském náměstí.
Stal se zakladatelem Ligy nekuřáků a Vegetářského klubu a stál také u zrodu skautské organizace Obec Psohlavců. Byl rovněž místopředsedou pražské Chelčického mírové společnosti, významného centra českého pacifismu, které založila a vedla Pavla Moudrá.

## Redakční a spisovatelská činnost
Redigoval časopisy Zájmy všelidské a Správný život. Od roku 1922 do roku 1925 vydal tři ročníky sci-fi časopisu Zpravodaj z Kéžbybyl – imaginárního městečka, jehož obyvatelé vedou utopicky správný způsob života. V tomto svém časopise publikoval v letech 1923–1924 mj. seriál povídek psaný jakoby z pohledu mimozemšťanů (Marťanů), kteří navštěvují Zemi a v řadě komických situací se setkávají s „barbarstvím“ jejích obyvatel. Dále vydal pod pseudonymem Heliar dvoudílný sci-fi román Ocelové paže (1921–1922) o vynálezu důlního vrtného stroje, kterého lze využít pro zužitkování zemského tepla.

## Dílo
- SOMMER BATĚK, Alexandr. Jak jsem padesát let žil a pracoval : paměti za prvních 50 let mého života 1874–1924. Praha: B. Kočí, 1925. 450 s. Obsahuje kompletní bibliografii do roku 1924.

### Romány vydané knižně
- Ocelové paže I.- Čtyřšach, vlastním nákladem, Praha 1921, 1. díl dobrodružného sci-fi románu,
- Ocelové paže II.- Čarovná věž, vlastním nákladem, Praha 1922, 2. díl románu.

### Povídky o Marťanech z časopisuZpravodaj z Kéžbybyl
- Návštěva Marťanů na Zemi (1923, č. 2),
- Co soudí martský lékař o čištění obuvi? (1923, č. 3),
- Marťan v Obecním domě u Prašné brány (1923, č. 4),
- Kde jsou myšlenky? (1923, č. 5),
- Co Marťan Sofos soudí o organisaci (1023, č. 6),
- Marťan Hygeios ve vlaku (1923, č. 7),
- Jak se Marťané s námi rozloučili (1923, č. 10),
- Sensační zpráva o pobytu Marťanů na naší zeměkouli (1924, č. 1),
- Jak soudí Marťané o nápojích alkoholických (1924, č. 3),
- Theologické rozjímání Marťana o naší Zemi (1924, č. 4),
- Marťan o aférách (1924, č. 5),
- Co se Marťanům v Praze nelíbí (1924, č. 8).

### Další díla publikovaná v časopiseZpravodaj z Kéžbybyl
- Sen (1923, č. 8), povídka o utopické společnosti na Měsíci,
- Praha v roce 2019 (Zpravodaj z Kéžbybyl 1924, č. 1–10), sci-fi román vydávaný na pokračování, vize racionální budoucí společnosti.
- Země je hvězda (1923, č. 5–9) povídka, ve které se profesor astronomie přenese silou myšlenky do minulosti,
- Výlet do pravěku (1925, č. 1–6), novela.

### Odborné publikace a ostatní (výběr)
- Pokusná chemie prostonárodní s výkladem theoretickým, vlastním nákladem, Praha 1901,
- O působení kysličníku siřičitého na zásadité sírany vzácných zemin skupiny cerisové, Česká akademie věd a umění, Praha (1902,
- Alchymie: ilustrované přednášky, vlastním nákladem, Plzeň 1906,
- Oheň a náboženství: vznik ohně a jeho uctívání v náboženských obřadech od dob nejstarších až po časy naše, Volná myšlenka, Praha 1909,
- Chemické vzorce, jak je psáti, čísti a jim rozumět, Jan Svátek, Praha 1923, sestaveno podle nového názvosloví chemikům jako příručka, ostatním jako učebnice,
- Mystika a magie, vlastním nákladem, Praha 1924
- O chemických sloučeninách neústrojných, vlastním nákladem, Praha 1928, dva svazky
- Zázrak písma, Karel Mašín, Kladno 1931, vznik a vývoj písma, písmo uzlové, čárkové, klínové a obrázkové, hieroglyfy, písmo předmětové, čínské, abeceda Morseova a Neoglyfy.
- Neoglyfy, písmo světové, vlastním nákladem, Praha 1935,
- Chemie denního života, Česká grafická unie, Praha 1939